# Låggolvsbuss

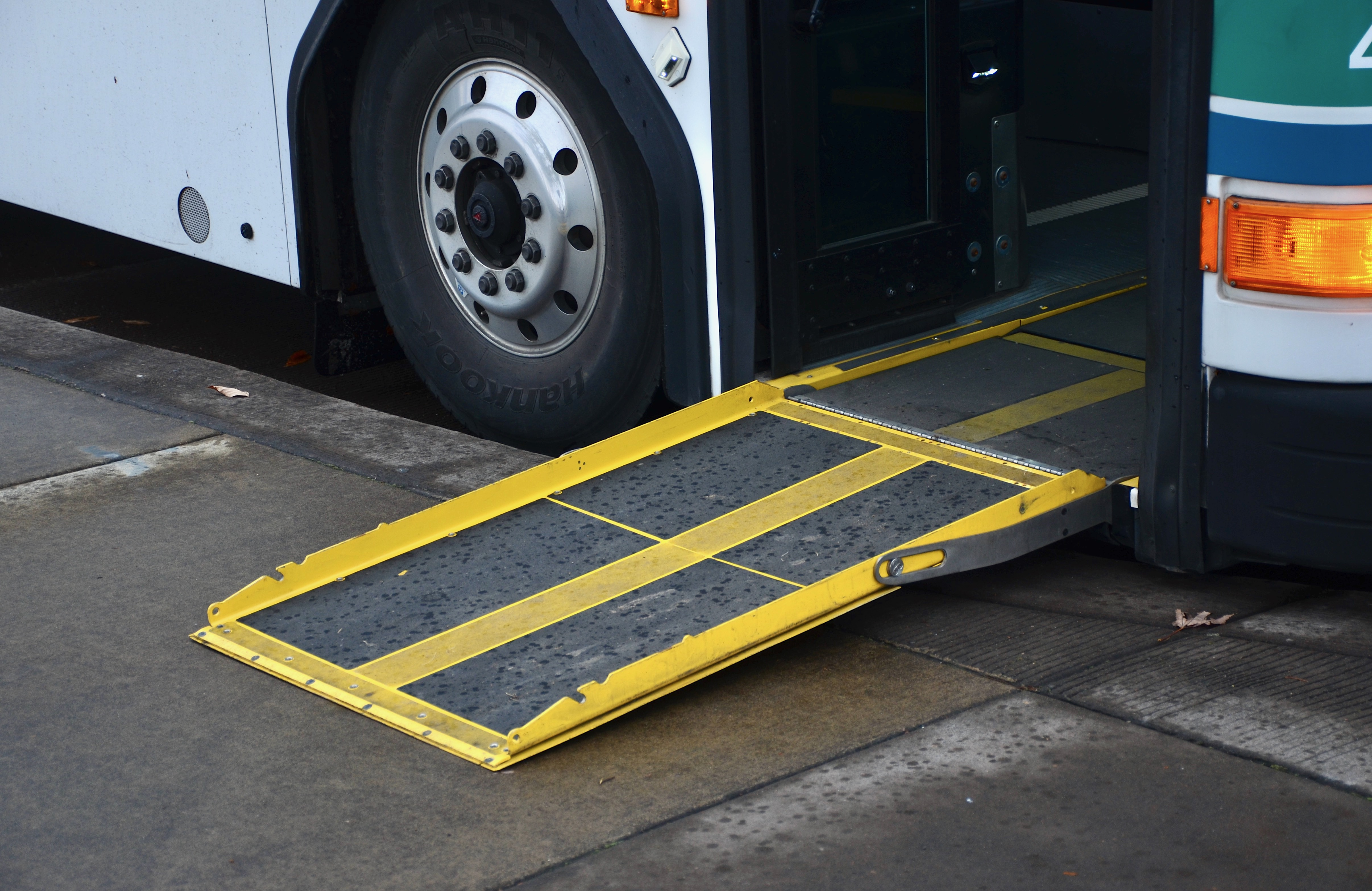
Låggolvsbuss med utfälld rullstolsramp.

En låggolvsbuss är en buss med låggolv. Det betyder att det inte finns något trappsteg innanför dörrarna, och i stället kan passagerarna med ett enda steg förflytta sig mellan gatan eller trottoaren och golvet inuti bussen. Detta underlättar mycket för passagerare med barnvagn, med kryckor eller allmänt nedsatt rörlighet. Nigningsfunktionen, som finns i de flesta stads- och länsbussar i Sverige i dag, kompletterar låggolvet. Ett komplement till nigningen är en antingen en elektriskt driven eller manuellt utfällbar ramp för rullstolsburna passagerare.

## Historik
De första prototyperna till dagens låggolvsbussar kom under slutet av 1970-talet och de första serietillverkade låggolvsbussarna började rulla på det europeiska fastlandet under slutet av 1980-talet. I Sverige var man relativt sena med att införa låggolvsbussar i städerna, under 1980-talet till början av 1990-talet var de flesta låggolvsbussar i Sverige av typen servicebussar, det vill säga korta specialbussar som gick på olika servicelinjer med äldre eller rörelsehindrade passagerare.
Låggolvsbussar på så att säga vanliga linjer med vanliga fullstora bussar började på allvar komma till Sverige i början av 1990-talet efter att det förekommit testbussar i olika städer under slutet av 1980-talet. Några av de första städerna var bland annat Helsingborg och Malmö där hellåggolvsbussar av typen Mercedes O405N köptes in 1990. Utanför Skåne var Uppsala först då det köptes in hellåggolvsbussar av typen Neoplan N4014 under 1991, följt av bland annat Linköping, Halmstad och Örebro som fick Neoplan N4014-bussar under 1991 och 1992. Stockholm började köpa in lågentrébussar av typen Scania MaxCi under 1992 samt även några Mercedes O405GN ett par år efter. Scania MaxCi av årsmodeller 1993-1998 blev en vanlig busstyp i Stockholm under nästan två decennier. En av de sista städerna i Sverige som nyinförde låggolvsbussar/lågentrébussar för vanliga stadsbusslinjer var Västerås, där det skedde under 1999.

## Lågentrébussar

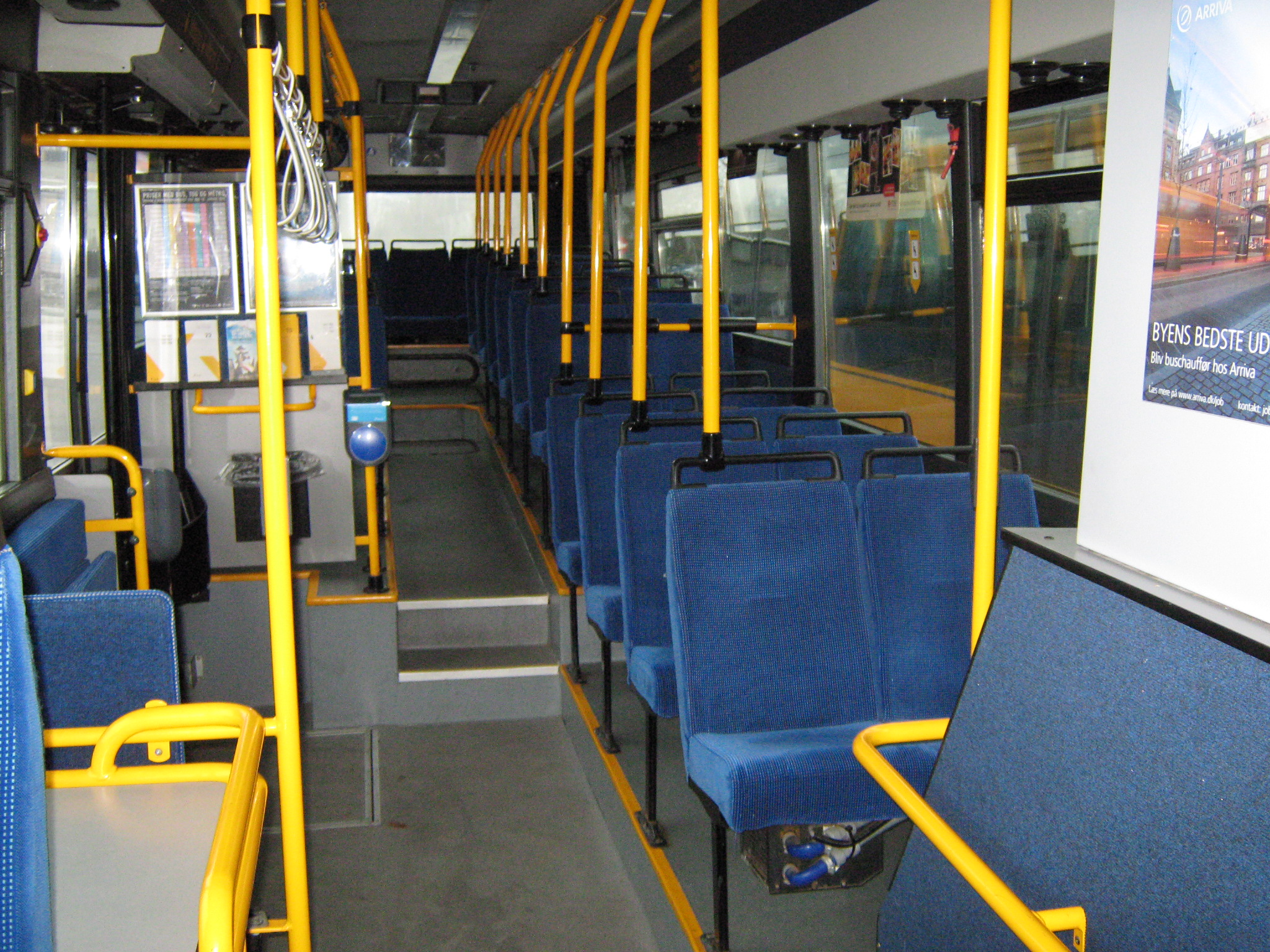
Lågentrébuss av typen Volvo B10BLE med trappsteg i mittgången.

En lågentrébuss är en buss med trappsteg till golvet bak men lågt golv vid de främre delarna. Dessa är billigare att tillverka än hellåggolvsbussar i och med en mer konventionell konstruktion men samtidigt smidigare än normalgolvsbussar som har trappsteg innanför dörrarna. De är oftast mindre bullriga än vanliga låggolvsbussar vilket ökar komforten på längre sträckor. Dessa fyller ut ett behov från både längre transporter och stadstrafik och är vanliga inom transport mellan en storstads förorter och centrala delar.
På normallånga lågentrébussar är det den främre delen på cirka 50–70% av bussen som har låggolv, resten normalgolv där även de flesta sittplatserna finns. På ledbussar med lågentrékonfiguration är det oftast bara låggolv i den främre enheten och normalgolv i leden och bakut och då därmed bara cirka 30–40% av bussen som har låggolv. På nyare lågentréledbussar är det en större yta som har låggolv i och med att dessa har lågt golv i leden.

### Exempel på lågentrébussar
- MAN Lion's City A78
- Scania OmniLink/Citywide LE
- VDL Citea LLE/SLE/XLE
- Volvo 8900

## Hellåggolvsbussar

### Högertrafik/allmänt
Det finns bussar med helt lågt golv i hela bussen. Dessa används främst i stadstrafik eller skytteltrafik såsom på flygplatser vid transport av passagerare mellan till exempel flygplatsparkeringar och terminaler. 
I och med att bussar med helt lågt golv oftast är byggda för tät stadstrafik med höga passagerarflöden så har dessa i de allra flesta fall fler dörrar än höggolvs- och lågentrébussar. Den allra vanligaste dörrkonfigurationen på vanliga 12-metersbussar är 2-2-2, dvs ett dörrpar längst fram, vid föraren, där de allra flesta stiger på, ett i mitten där passagerare med till exempel barnvagnar eller rullstolar vanligen stiger på och där övriga vanligen stiger av samt ett allra längst bak, bakom bakaxeln, vilket endast används för avstigning. På låggolvsledbussar är 2-2+2-0 samt 2-2+2-2 vanligast. I dessa fall är det påstigning längst fram och i vissa fall i det andra och i mindre utsträckning det tredje dörrparet precis bakom leden samt endast avstigning vid dörrparet bakom bakersta axeln om sådant finns.
För att möjliggöra ett lågt och så plant golv som möjligt vid alla in-/utgångar och i mittgången genom hela bussen är det, utöver hjulhusen, endast mindre upphöjningar baktill vid sidorna där drivaxlar och dylikt finns. På förbränningsmotorbussar är då drivlinan antingen ställd på tvären stående allra längst bak under den allra bakersta sätesraden om sådan finns och driver då en kardanaxel via vinkelväxel under en upphöjning i golvet vid sidan om eller så är den längsmonterad, även då längst bak, antingen liggande under en upphöjning eller placerad stående i ett avskilt utrymme vid sidan om mittgången. Dessa är antingen rena lastbilsmotorer och då stående på tvären eller längden, eller modifierade för att ligga på sidan och då längsmonterade med topplocken till vänster i färdriktningen.
På bussar med längsmonterad motor, vilket är den vanligaste motorplaceringen på moderna låggolvsbussar, är motorn i regel monterad på den vänstra sidan, oavsett om bussen är byggd för höger- eller vänstertrafik. Drivaxeln är, för att golvet ska kunna vara plant i mittgången, asymmetrisk med differentialväxeln vanligen placerad innanför det vänstra hjulhuset.

### Vänstertrafik

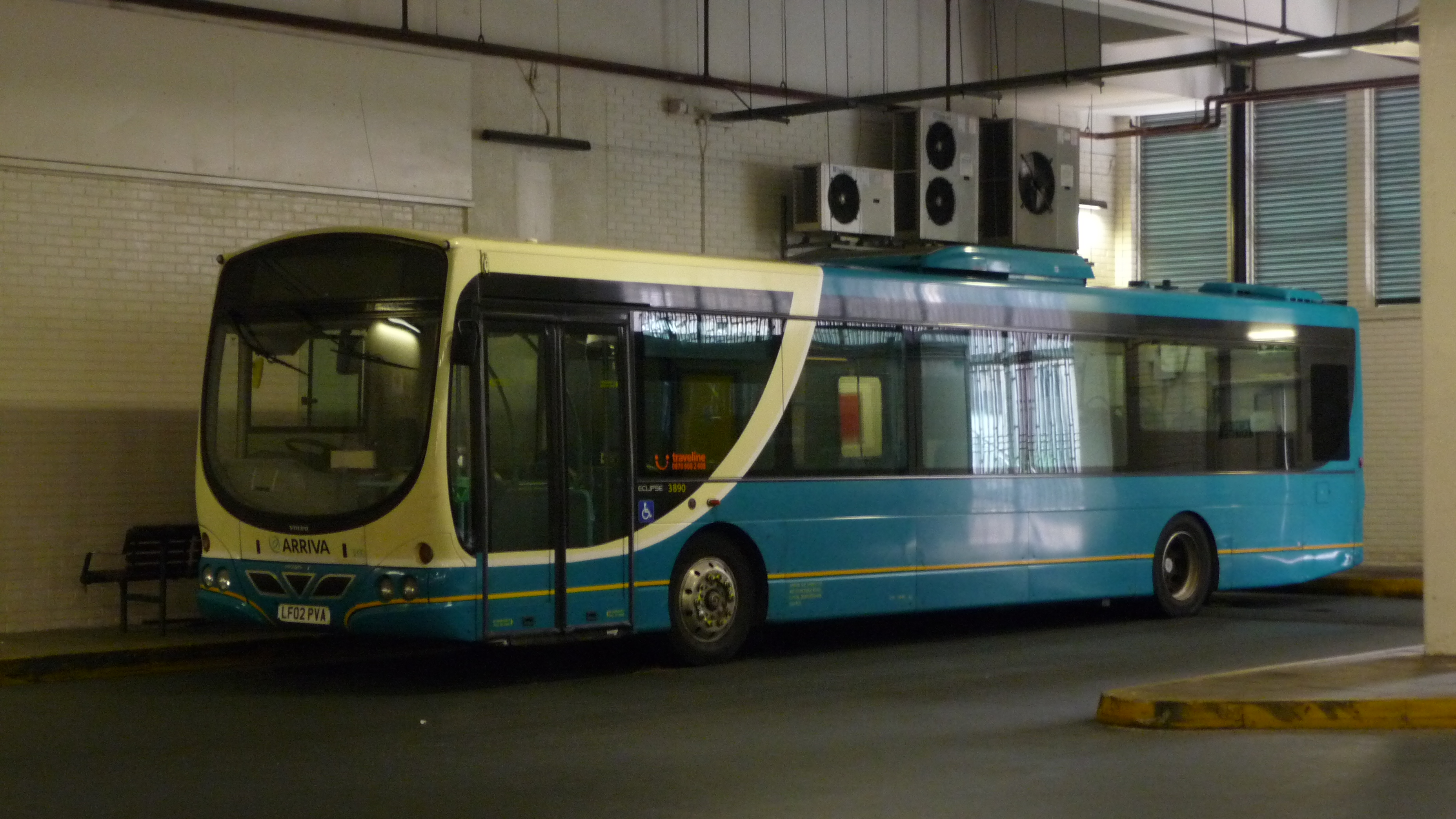
Traditionell högerstyrd låggolvsbuss av typen Volvo B7L i Aylesbury med endast ett dörrpar fram.

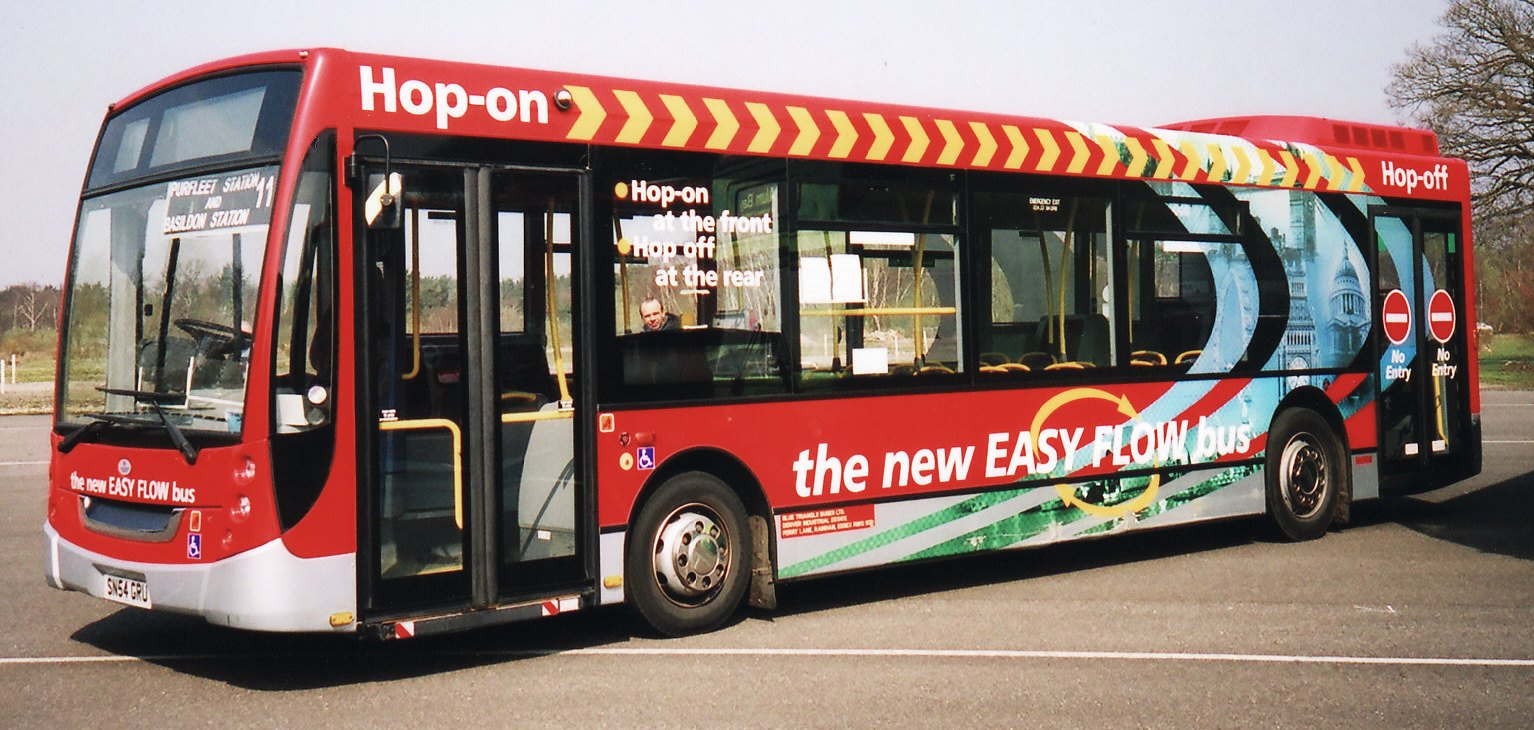
Högerstyrd konceptbuss av typen Alexander Dennis Enviro200 i Wisley med lågt golv genom hela bussen, dörrar bakom bakaxeln och högermonterad bakmotor.

I länder med vänstertrafik, företrädesvis då inom Samväldet, har bussarna oftast av tradition endast ett dörrpar fram, och ibland även i mitten, vilket gör att motorn på låggolvsbussar kan vara placerad på vänstra sidan bak precis som hos bussar i länder med högertrafik. Det blir en billigare konstruktion då samma plattformar och motorkonstruktioner kan användas. Även i det här fallet är motorn antingen stående eller liggande monterad. Tvärställda motorer förekommer också, även i detta fall i vanligen med samma konfiguration som hos bussar i länder med högertrafik.
Busstillverkaren Alexander Dennis gjorde ett försök att ha ett dörrpar längst bak utöver dörrarna längst fram på ett antal exemplar av deras enplansbuss Enviro200, dessa dörrar placerades bakom bakaxeln, vilket gav bussen dörrkonfigurationen 2-0-2. Tanken med detta var att göra passagerarflödet smidigare. Den bakmonterade drivlinan med differentialväxel monterades på den högra sidan för att ge plats åt de bakersta dörrarna. Konceptet blev dock aldrig någon större kommersiell framgång.
I slutet av 2010-talet har större serier högerstyrda bussar med dörrar bakom bakaxeln på vänster sida tagits fram för SMRT Bus i Singapore. Tre konceptbussar för ändamålet togs fram under 2017 och 2018. Två dubbeldäckarbussar av typerna MAN Lion's City A95 och Alexander Dennis Enviro500 samt en vanlig 12-meters enplansbuss av typen MAN Lion's City A22. MAN-bussarna har samma chassin som sina vänsterstyrda motsvarigheter, och har då en mer lågentréaktig konfiguration med trappsteg i mittgången och innanför den bakersta dörren för att ge plats åt drivlinan. Alexander Dennis-bussen har däremot en annan lösning med stående längsmonterad motor placerad på höger sida, under den bakersta trappan till övervåningen för att möjliggöra ett helt lågt golv även vid dörren/dörrarna längst bak. Detta är en dyrare lösning eftersom konceptet inneburit en annan typ av motorrumskonstruktion jämfört med de varianter av denna busstyp som saknar dörrar längst bak.
I augusti 2021 sattes 20 stycken högerstyrda och helelektriska bussar med tre dörrpar på vänstra sidan i trafik i Singapore.
Elektriska bussar har en mindre komplex drivlina vilket gör dem både billigare och enklare att bygga om till att kunna ha fullt dörrarrangemang även vid vänstertrafik. I takt med att förbränningsmotorbussar minskat i antal till förmån för helt elektriskt drivna bussar har även behovet och efterfrågan att bygga om förbränningsmotorbussar till att kunna ha fullt dörrarrangemang vid vänstertrafik minskat.

### Exempel på låggolvsbussar
- MAN Lion's City A21
- Neoplan N4014/N4016/Centroliner
- Scania OmniCity/Citywide LF
- VDL Citea SLF
- Volvo 7900

## Ledbussar

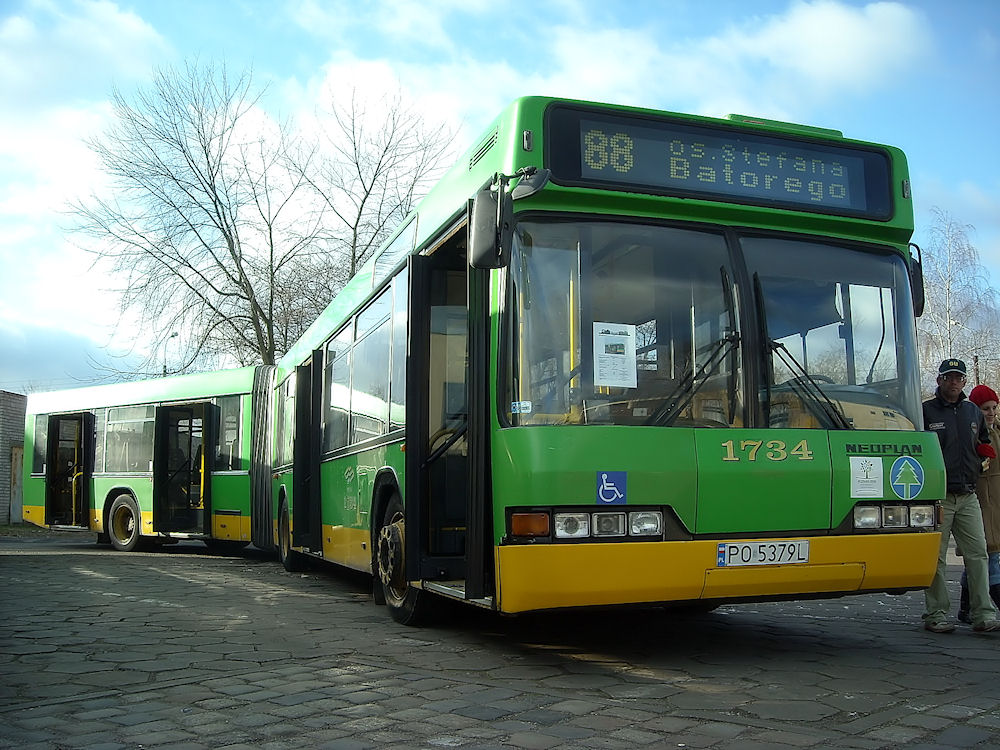
Låggolvsledbuss av typ Neoplan N4021 i Poznań, Polen.

Idag har de flesta ledbussar i stadstrafik hellåggolv för att underlätta i- och urstigning för främst rörelsehindrade med rullstol eller rollator och folk med barnvagnar. Då sitter motorn oftast längst bak i bussen, med drivning på det bakersta hjulparet (släpets axel). De främre hjulaxlarna är i regel frirullande, även om det finns nyare bakmotorledbussar som utöver drivning på bakersta hjulparet även kan ha elektrisk drivning på den mittersta axeln. Äldre låggolvsledbussar kan ha en liten upphöjning framför mittaxeln och har alltså något upphöjt golv bak, vilket gör att det blir ett trappsteg vid dörrarna bakom leden. På nyare bussar är leden mindre (lägre) och då kan golvet vara lågt genom hela bussen. Eftersom de bakersta hjulen drivs på dessa bussar finns även ett system som dämpar leden och sänker motorns varvtal något vid exempelvis kurvtagning. Vid körning vid halt väglag kan dock bussen vika sig om man kör för snabbt eller med för mycket gaspådrag genom en kurva, detta trots moderna antispinn- och antisladdsystem.
Det finns dock vissa tillverkare som tillverkar eller har tillverkat chassin med mittmotor och låggolv, speciellt till bussar med dubbla leder. Två exempel är Van Hool och Volvo. Van Hool tog under 1990-talet fram prototyper med lågt golv, dubbla leder och med motorn i den främsta enheten. Ett koncept som utvecklades till Van Hool AGG300. Volvo har även de haft ett busschassi med lågt golv och en mittmotor monterad vid sidan om mittgången, Volvo B9S, som även det gick att få med dubbla leder. 2011 lade dock Volvo ner sitt mittmotorkoncept på grund av låg efterfrågan. Det finns även fler tillverkare av dubbla ledbussar med lågt golv, däribland Solaris Bus & Coach. Dessa är dock, till skillnad från Volvo- och Van Hool-bussarna, eldrivna, vilket gör att det inte behövs några speciallösningar för att få plats med de komponenter som förbränningsmotorerna behöver.

## Användning

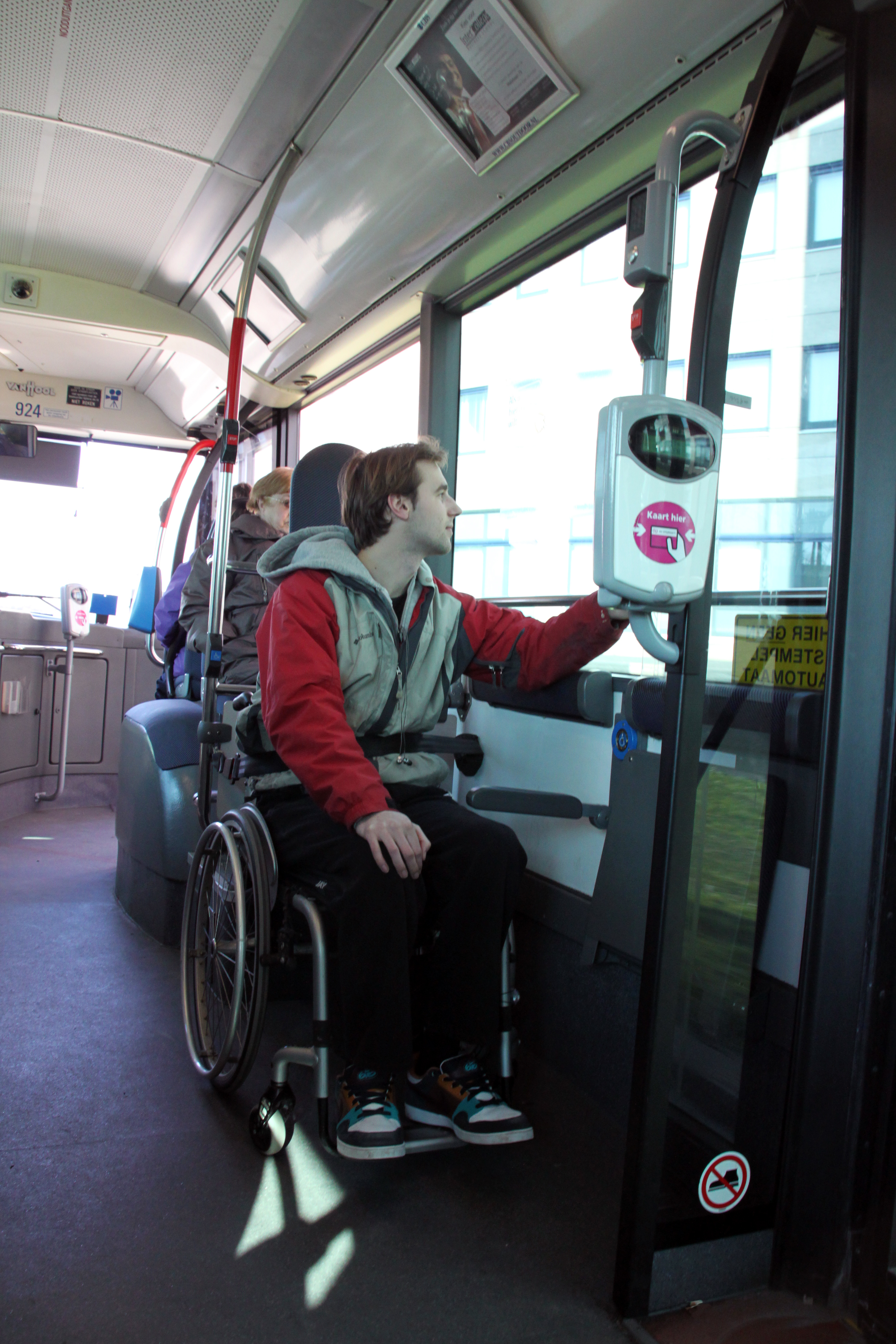
Låggolvsbussar underlättar för rullstolsburna passagerare.

Lågentrébussar används mer och mer på kortare landsbygdslinjer, men helt lågt golv mest i stan. Golvet blir i princip högre ju längre bussen ska gå, bland annat på grund av behovet av bagageutrymme.
Låggolvsbussar är också dyrare eftersom det tunna golvet gör att man bland annat måste ha kompakta och starka balksystem för att bibehålla vridstyvheten. 
Detta är därför inte lika stort behov på landsortsbussar då många rörelsehindrade, äldre eller familjer med barnvagn som bor utanför tätort eller i mindre tätorter har egen bil eller tillgång till färdtjänst och därmed inte är i lika stort behov av lättpåstigna bussar. Dessutom finns det mer tid för föraren att hjälpa dessa passagerare.